# چیناز
چیناز (به ازبکی: Chinoz، چیناز) یک شهر در ازبکستان است که در ولایت تاشکند واقع شده‌است. چیناز ۲۷٬۱۶۵ نفر جمعیت دارد و ۲۷۰ متر بالاتر از سطح دریا واقع شده‌است.